# Фінансова криза в Росії (2014—2017)
Фінансова криза в Російській Федерації, яка розпочалася 2014 року є результатом різкого зниження російського рубля по відношенню до інших валют протягом тривалого періоду починаючи з 2014 року і спаду російської економіки. Одним із факторів, що сприяють економічному спаду є те, що нафта, основний експорт Росії, знизилася в ціні майже на 50% порівняно з річними максимумами з червня 2014 до грудня 2014.
Це позначилося на російській економіці, як споживачах, так і компаніях, а також чинить негативний уплив на світові фінансові ринки. Російський фондовий ринок, зокрема індекс РТС, демонстрував значне зниження: до 30% від початку грудня до 16 грудня 2014.

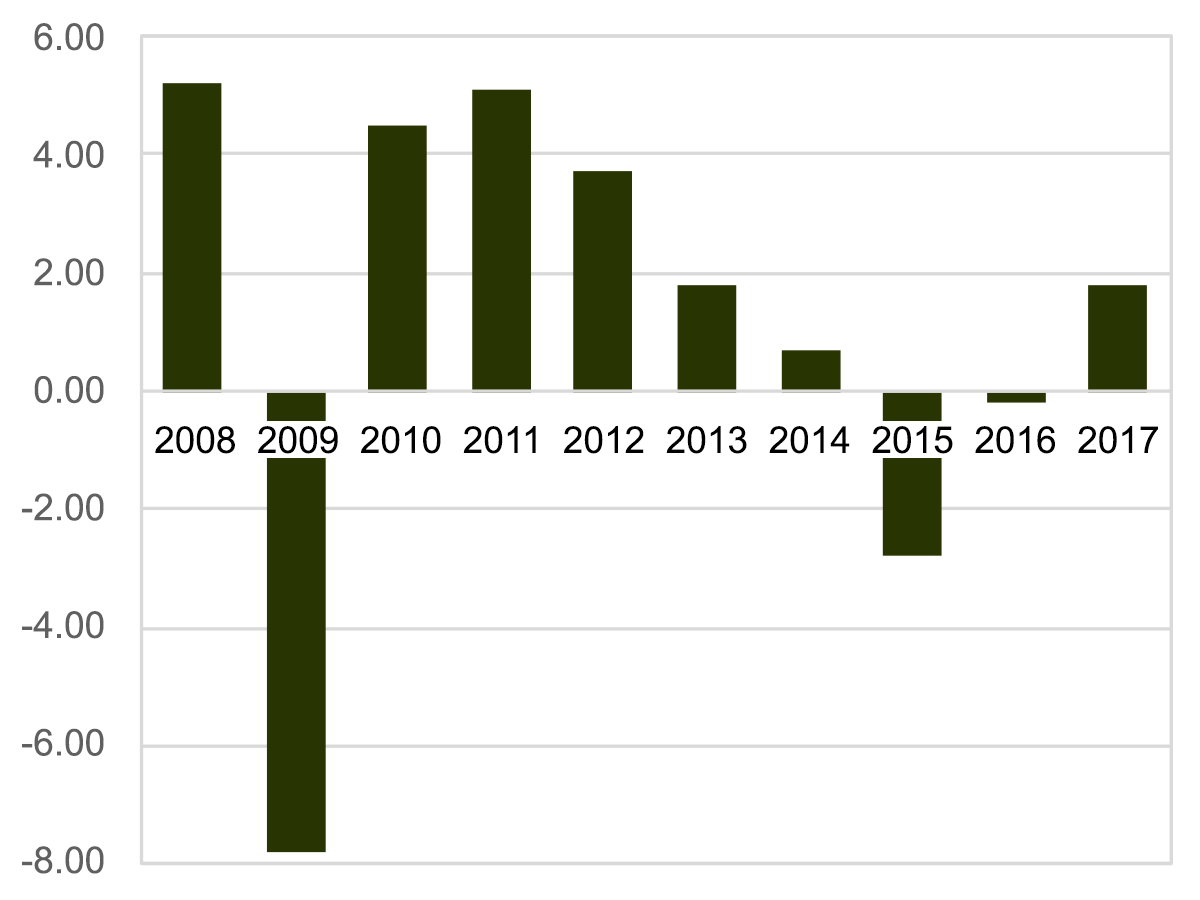
Щорічне зростання ВВП в Росії, 2008-2017 роки

## Причини кризи
1. Неефективна і нереформована економіка Росії, стан якої є принципово поганим[7]
2. Падіння цін на нафту в умовах залежності Росії від її експорту
3. Російська інтервенція в Україну, в ході якої було захоплено Крим і зруйнувано Донбас, що призвело до західних санкцій проти російської промисловості, які блокують рефінансування на світових фінансових ринках[8]
4. Контрсанкції російського уряду — заходи з обмеження імпорту продуктів харчування із США і країн ЄС, уведені в серпні 2014 року[9].

## Фактори кризи

### Ажіотаж і черги в магазинах
В Росії мешканці стали масово скуповувати товари (продовольчі і непродовольчі) за рублі, що дуже сильно знецінювалися.

### Обмінні пункти
Невизначеність на валютному ринку ускладнила ситуацію в обмінних пунктах. У ряді регіонів відділення банків значно завищували курс продажу валюти (долар до 99,8 рублів, євро до 120–150 рублів) при відносно низькому курсі покупки валюти у населення. Деякі обмінні пункти почали замовляти п'ятирозрядні електронні табло замість звичайних чотирьохрозрядних для відображення сум в більш, ніж сто рублів. У деяких відділеннях спостерігалася нестача готівкових доларів та євро. За повідомленнями деяких ЗМІ, банки почали обмежувати зняття доларів та євро в банкоматах.

### Значне підвищення цін у Криму
У Криму через подвійну конвертацію коштів рубль-гривня-рубль, ціни на деякі товари виросли в кілька разів, особливо на українські товари, яких більшість у магазинах (до 70 відстотків всіх наявних). Населення в паніці почало скуповувати всю наявну валюту в обмінних пунктах, включно з українською гривнею.

### Банківський сектор
22 грудня розпочалася санація банку «Траст», у якого відсутні кошти в достатній для розрахунків з вкладниками кількості. Через різкий обвал рубля вкладники почали забирати свої гроші, «Траст» позбувся від 3 до 10 млрд рублів і не зміг виконувати зобов'язання перед клієнтами.

## Падіння рубля

### 13 січня 2015
13 січня 2015 року рубль упав до 66 рублів за долар і 78 за євро (так званий "Чорний вівторок"). Це відбулося на фоні падіння ціни на нафту до 45 дол за барель на Лондонській біржі. Через кілька днів курс рубля трохи зріс.

### 26 січня 2015
26 січня 2015 року Банк Росії знизив курс рубля до долара до 65,5937 (-2,2007 рубля) рублів за долар і 73,5633 за євро (-1,9559 рубля).

### 30 січня 2015
На фоні зниження ключової ставки Банку Росії з 17 до 15% рубль впав нижче психологічної відмітки в 70 за долар і 80 за євро. До 12:34 рубль піднявся до 69,95.

### 12 серпня 2015
12 серпня рубль впав до 65 рублів за долар і до 72 рубля за євро. Це сталося на фоні зниження цін на нафту, так ф'ючерси на нафту марки Brent з постачанням в жовтні торгувалися на рівні 49,43 дол.

### 21 серпня 2015
21 серпня рубль впав до 68 рублів за долар і до 76 рубля за євро. Це сталося через зниження цін на нафту до 46,4 дол. В той же час українська гривня піднялася відносно рубля до 0.34 рублів за гривню.

### 24 серпня 2015
24 серпня Центробанк Росії встановив курс на рівні 70,75 рубля за долар і 81,15 за євро, це найнижчий курс рубля з 1998 року. На московській біржі курс євро піднявся до 83 рублів. Серед економістів рубль почали називати петровалютою (через явний вплив ціни нафти, від англійського petroleum — нафта, на курс цієї валюти), а в інтернеті це назвали подарунком Росії до дня Незалежності України. 24 серпня 2015 року разом з російським рублем також впав на 5 % і білоруський рубль.

### 6 січня 2016
Курс долара в Росії встановив черговий рекорд 6 січня, піднявшись до позначки в 74 рублів вперше з грудня 2014 року. Євро також почав зростати, наблизившись до позначки в 79,5 рублів. Рубль почав слабшати на тлі падіння нафтових цін. Так, ціна нафти Brent того дня опустилася до 35,7 доларів за барель і знаходилася поблизу 11-річного мінімуму.

## Вплив кризи на економіку
Різке падіння рубля і підвищення ключової ставки призвело до кризи на міжбанківському ринку: ставки за операціями кредитування під заставу цінних паперів (РЕПО) різко зросли, але і за ними залучити гроші вкрай важко. Світові банки через обвал рубля почали згортати операції, пов'язані з рублевими інструментами або з російськими контрагентами.
Фінансова криза в Росії вдарила по всіх сферах економіки через цінні папери і фондові біржі. В умовах рубля, що обвалюється, довіра до російських компаній падає.
Індекс московської фондової біржі за 7-9 грудня понизився на 7,8%, в той час як прибутковість за борговими зобов'язаннями корпорацій зросла в середньому на 1,65%. Це найвищий показник з 2009 року.
Через кризу почали страждати компанії у сфері послуг і мережі магазинів одягу. Росіяни почали відмовлятися від поїздок за кордон і шопінгу в торговельних центрах.
З Росії почали виїжджати емігранти через низький курс рубля.
Таким чином, валютно-фінансова криза погіршує економічну.
Від лютого 2018 року в Росії ліквідують резервний фонд, оскільки його було вичерпано на покриття дефіциту державного бюджету в попередні роки.

## Дії Центробанку
Центральний банк Росії проводив такі валютні інтервенції на підтримку курсу рубля:
- у жовтні — $ 30 млрд
- у листопаді — $ 1 млрд
- за перший тиждень грудня — $4,526 млрд.

Центробанк перестав проводити інтервенції 10 листопада 2014, оголосивши про те, що відпускає курс російської валюти у вільне плавання і відмовляється від його регулювання. Однак з початку грудня інтервенції поновилися.
Центробанк підіймав протягом 2014 року ключову ставку (яка відображає вартість грошей для комерційних банків):
- 03.03 — з 5,5% до 7%;
- 25.04 — до 7,5%;
- 25.07 — до 8%;
- 31.10 — до 9,5%;
- 11.12 — до 10,5%;
- 16.12 — до 17%.[40]

Підвищення ключової ставки має на меті зробити гроші більш дорогими, відповідно, зменшити їх кількість на ринку, а відтак — збити попит на валюту і зупинити падіння рубля.
Останнє підвищення ставки до 17% відбулося на тлі втрати контролю ЦБ над курсом рубля і стало шокуючим.
Його перший наслідок — панічний стрибок долара до 80 руб., а євро — до 100 руб. на торгах ММВБ наступного дня. Це назвали другим «чорним вівторком» в історії Росії. Щоправда, до кінця дня курси значно відкотилися.

### Критика дій Центробанку
Висловлюються думки, що ставка 17% перевищує рентабельність майже всіх легальних операцій, крім спекулятивних, вона робить неможливою кредитування російської економіки, за винятком операцій, пов'язаних зі злочинами або спекуляціями, в тому числі на валютному ринку. У поєднанні з відкликанням бюджетних депозитів з банків цей захід може тимчасово обмежити валютні спекуляції та зміцнити рубль, але лише ціною зупинки російської економіки, знищення легальної господарської діяльності, обвалення її в господарський колапс.

## Поширення кризи на інші країни

### Вірменія
Услід з Росією фінансова криза спалахнула в іншій державі СНД — Вірменії. 17 грудня національна валюта, драм, прискорила темпи падіння — за добу вона знецінилася на 10%.

### Білорусь
Практично паралельно з падінням рубля РФ, падав також і рубль Білорусі. 19 грудня 2014 року сталася, фактично, девальвація білоруської валюти на 30 % через введення податку при обміні валюти. В обмінних пунктах зникла валюта і виникли черги. Також білоруським підприємствам рекомендовано торгувати з Росією тільки за долари і євро.
24 серпня 2015 року разом з російським рублем впав на 5 % і білоруський рубль. Офіційний курс був встановлений на рівні 17601 білоруський рубль за один долар.

### Придністров'я
26 січня 2015 року Росія відмовила у фінансуванні Придністров'я. До того часу тираспольська влада не платила Росії за енергоносії, сума за використані ресурси становить близько 5 млрд дол. Влада невизнаної республіки запросила 100 млн доларів допомоги. У фінансуванні було відмовлено з посиланням на те, що "Росія сьогодні в складному становищі у зв'язку з Кримом, ситуацією на сході України, а також економічною кризою в самій РФ". Заступник голови МЗС Росії Григорій Карасін заявив, що "Придністров'я... має бути особливим районом з особливими гарантіями статусу в рамках єдиної Молдовської держави".

### Казахстан
Казахстанська валюта, тенге, декілька разів на початку 2016 року оновлювала історичний мінімум.

## Криза 2014 року в культурі
Драматичне зростання біржових курсів іноземних валют спричинилося до появи в рунеті численних мемів та сумних жартів: ,  [Архівовано 3 лютого 2015 у Wayback Machine.],  [Архівовано 18 грудня 2014 у Wayback Machine.].
|   | — Ельвіро Сахіпзадівно, що у нас із курсом рубля сталося? — Слава Україні, Володимире Володимировичу! |
| — | |